# Fête du Christ-Roi
Pour les articles homonymes, voir Christ-Roi.

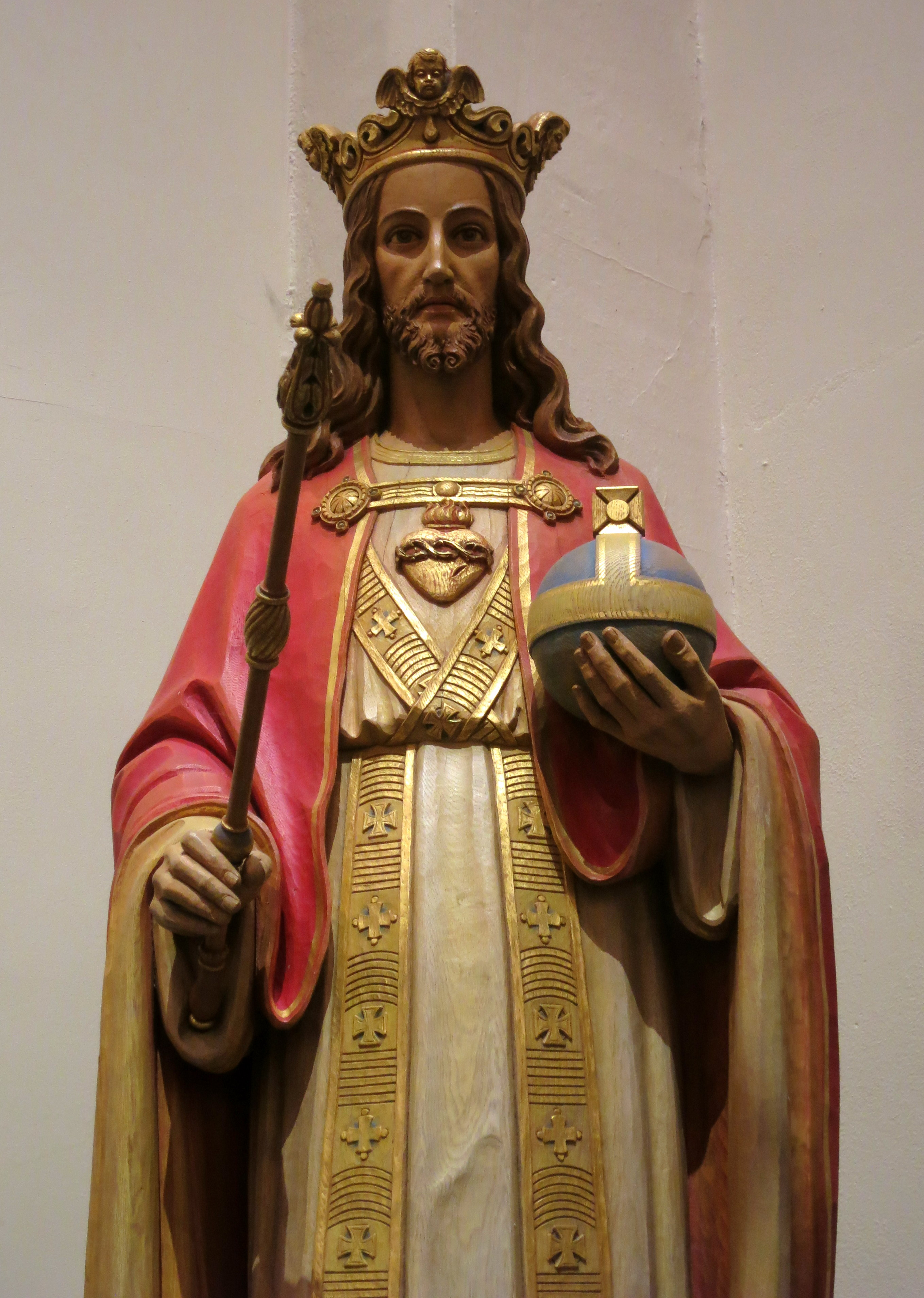
Le Christ-Roi, cathédrale Sainte-Marie-de-l'Immaculée-Conception, Peoria, Illinois.

La fête du Christ-Roi est une fête catholique, instituée par le pape Pie XI en 1925 par la lettre encyclique Quas primas. D'abord appelée dans les livres liturgiques de l'Église latine fête de Notre Seigneur Jésus-Christ Roi, le titre de la solennité est précisé à partir de 1970 en fête de Notre Seigneur Jésus-Christ Roi de l'univers.
Elle célèbre le dogme catholique de la royauté universelle de Jésus-Christ, selon lequel la souveraineté du Christ s'exerce sur l'ensemble des objets temporels, notamment le genre humain qui doit le tenir comme son législateur.

## Sources bibliques
Ces citations sont susceptibles d'être rapportées au concept de la « royauté du Christ » :
La prophétie du patriarche Jacob : « La royauté n'échappera point à Juda, ni le commandement, à sa descendance, jusqu'à ce que vienne celui à qui le pouvoir appartient, à qui les peuples obéiront », Gn 49,10.
Le prophète Jérémie : « Voici venir des jours, déclare le Seigneur, où je donnerai à David un Germe juste : il régnera en vrai roi, il agira avec intelligence, il exercera dans le pays le droit et la justice », Jr 23,5.

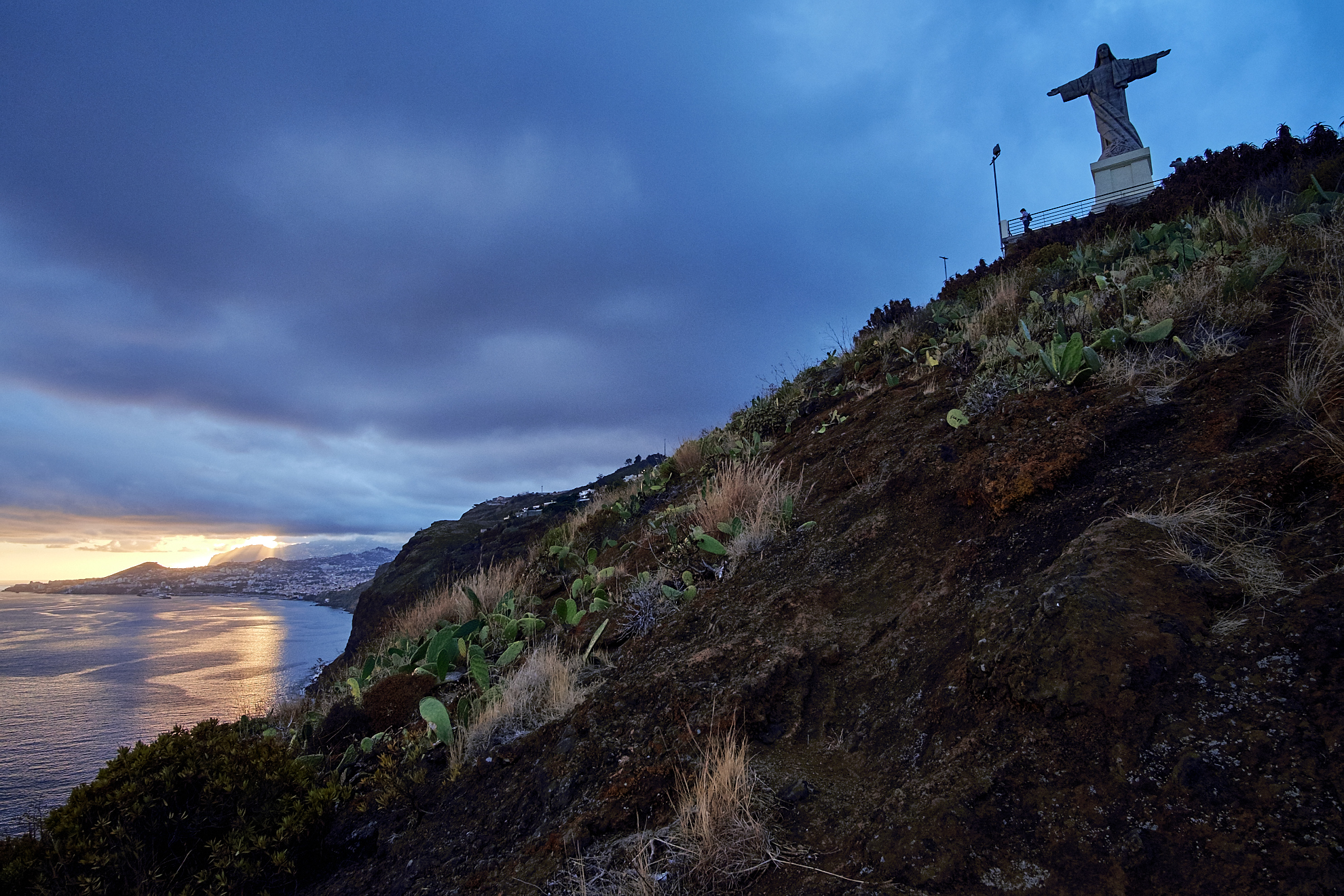
Statue du Christ-Roi de Georges Serraz et Pierre Lenoir, pointe de Garajau, île de Madère.

## Un concept christologique
Le Christ-Roi est un concept christologique, qui évoque la royauté, la domination ou pouvoir (potestas) de Jésus-Christ sur toute la création (l'univers créé par Dieu). Le terme « roi » pour symboliser la puissance vient de la tradition hébraïque. La royauté était dans l'Ancien Testament la forme de gouvernement la plus courante du peuple d'Israël. L'expression Christ-Roi (on parle aussi de munus regium) désigne ainsi l'une des fonctions ou offices du Christ, aux côtés de la fonction de la prêtrise (« Christ-prêtre » ou munus sacerdotale) et de la prophétie (munus propheticum). L'expression se retrouve ainsi dans plusieurs passages bibliques.
On distingue en outre le « règne de grâce » (regnum gratiæ), ici-bas et qui se rapporte à l'« église militante » (ecclesia militans), du « règne de gloire » (regnum gloriæ), qui se rapporte à l'« église triomphante » (ecclesia triumphans), laquelle rassemble ceux qui sont au paradis. Eusèbe de Césarée, IIIe et IVe siècles) est l'un des premiers à avoir formalisé cette distinction entre les trois offices christiques : « Le véritable Christ, le Verbe divin et céleste, est le seul souverain prêtre de l'univers, le seul roi de toute la création, le seul chef des prophètes de son Père », Histoire ecclésiastique, I, 3, 8.
Bien que l'expression "royauté sociale" n'apparaisse pas dans l'encyclique, elle retranscrit une des composantes de la royauté universelle et est fréquemment mise en avant par les tenants du catholicisme traditionaliste.

## Calendrier et liturgie
La fête est d'abord fixée au dernier dimanche d'octobre, c'est-à-dire le dimanche qui précède la Toussaint. Depuis la réforme liturgique de 1969, elle est célébrée le dernier dimanche du calendrier liturgique, vers la fin du mois de novembre, soit le 34e dimanche du temps ordinaire qui précède le premier dimanche de l'Avent, lequel est le début de l'année liturgique.
En 1936, la cathédrale du Christ-Roi de Mullingar en Irlande devient la première à être dédicacée sous ce vocable.

## Histoire du développement de la fête

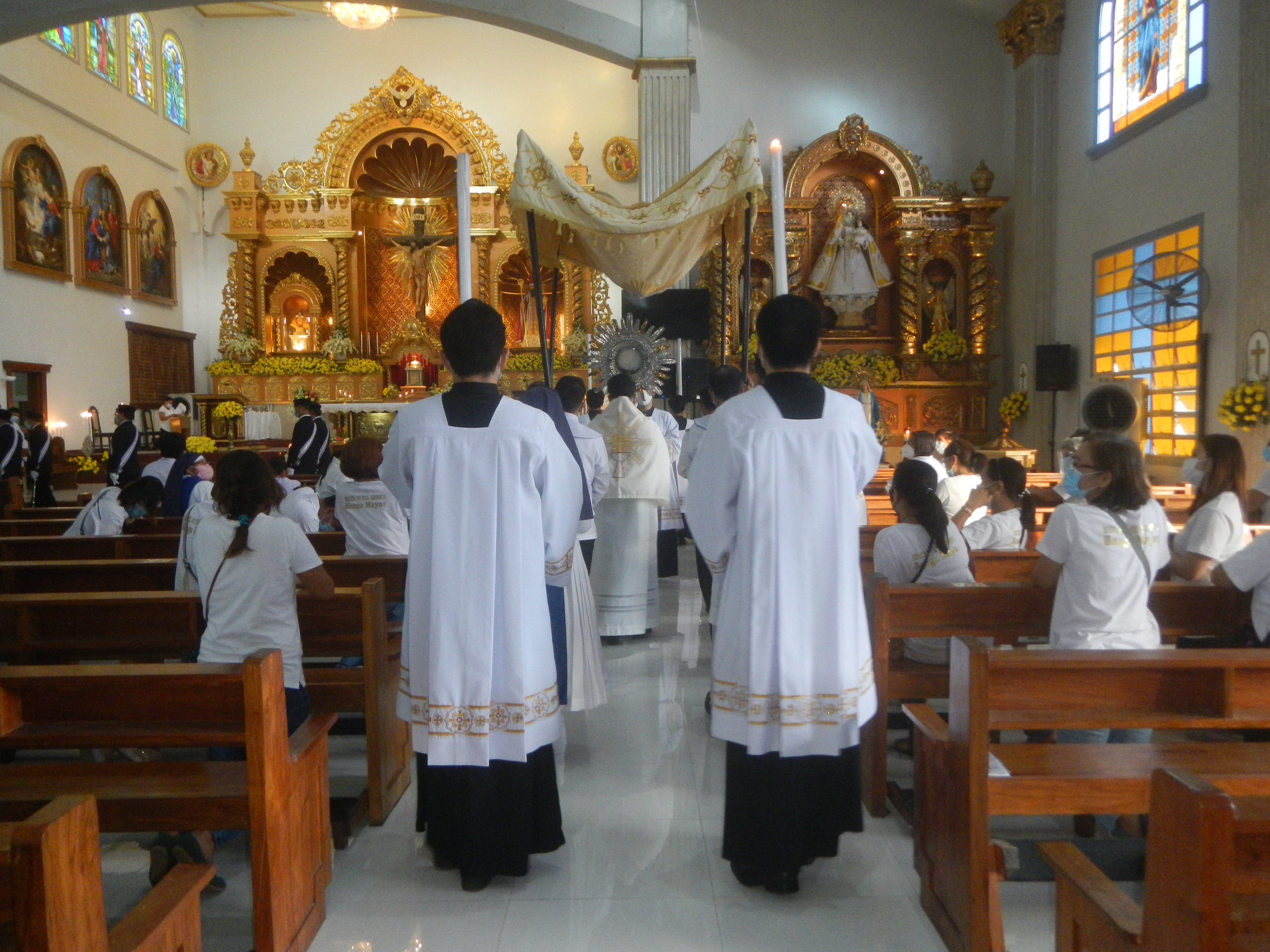
Fête du Christ-Roi, procession à l'église Santo-Niño de Bustos, Philippines.

La fête du Christ-Roi fut instituée en partie grâce au dévouement et au travail important réalisé par Georges et Marthe de Noaillat,. À la demande de Benoît XV, puis de Pie XI, ils réunirent pendant six années les signatures de centaines d'évêques et de milliers de fidèles réclamant l'institution d'une fête du Christ-Roi accompagnée d'une encyclique proclamant sa « Royauté universelle ». La volonté du pape était de préparer ainsi les peuples chrétiens à recevoir la définition solennelle de ce grand dogme si méprisé aux XIXe et XXe siècles. Un immense mouvement prit sa source à Paray-le-Monial, la providence unissant les demandes du Sacré-Cœur à son règne sur toutes les sociétés, et aboutit à la première fête solennelle du Christ-Roi et à la promulgation de l'encyclique Quas primas le 11 décembre 1925.